# Charlotte (Tennessee)
Charlotte é uma cidade  localizada no estado norte-americano de Tennessee, no Condado de Dickson.

## Demografia
Segundo o censo norte-americano de 2000, a sua população era de 1153 habitantes.
Em 2006, foi estimada uma população de 1162, um aumento de 9 (0.8%).

## Geografia
De acordo com o United States Census Bureau tem uma área de
4,5 km², dos quais 4,5 km² cobertos por terra e 0,0 km² cobertos por água. Charlotte localiza-se a aproximadamente 179 m acima do nível do mar.

## Localidades na vizinhança
O diagrama seguinte representa as localidades num raio de 20 km ao redor de Charlotte.